# 沃氏脂眼鯡
沃氏脂眼鯡為輻鰭魚綱鲱形目鲱科的其中一種，分布於西印度洋索馬利亞至南非海域，深度可達26公尺，體長可達18.5公分，棲息在沿海海域，生活習性不明。

## 擴展閱讀
維基物種上的相關：沃氏脂眼鯡